# Gruppo di NGC 337
Il gruppo di NGC 337 comprende almeno quattro galassie situate nella costellazione della Balena. La distanza media del centro di massa di questo gruppo dalla nostra Via Lattea è di 68 mega anni luce (20,7 Mpc).

## Membri
Le galassie che compongono il gruppo, elencate nell'ordine indicato nell'articolo di A.M. Garcia del 1993, sono le seguenti:
| Nome    | Classificazione | Tipo            | α (J2000.0)   | δ (J2000.0)  | Velocità radiale (km/s) | Magnitudine apparente | Distanza (Mpc) | Dimensioni (kal) |
| ------- | --------------- | --------------- | ------------- | ------------ | ----------------------- | --------------------- | -------------- | ---------------- |
| NGC 274 | SAB0^-(r) pec   | Lenticolare     | 00h 51m 01.8s | -07° 03′ 25″ | 1750 ± 10               | 11,8                  | 21,0 ± 1,5     | 43               |
| NGC 275 | SB(rs)cd pec    | Spirale barrata | 00h 51m 04.2s | -07° 04′ 00″ | 1744 ± 4                | 12,5                  | 20,9 ± 1,5     | 55               |
| NGC 298 | Scd?            | Spirale         | 00h 55m 02.3s | -07° 19′ 59″ | 1753 ± 3                | 13,8                  | 21,1 ± 1,5     | 49               |
| NGC 337 | SB(s)d          | Spirale barrata | 00h 59m 50.1s | -07° 34′ 41″ | 1646 ± 2                | 11,6                  | 19,6 ± 1,4     | 57               |

Il sito DeepskyLog permette di trovare agevolmente le costellazioni in cui si trovano le galassie; in alternativa si possono utilizzare le coordinate delle galassie per individuarle. Se non altrimenti indicato, le coordinate sono quelle fornite dal sito NASA/IPAC (National Aeronautics and Space Administration / Infrared Processing and Analysis Center).